# 咥内停留場
咥内停留場（こうないていりゅうじょう）は、高知県高知市朝倉にあるとさでん交通伊野線の路面電車停留場。
高知市といの町の境界をなす咥内坂にあり、隣の宇治団地前停留場との間で坂を越える。両停留場間の距離はとさでん交通で最長の892メートル。

## 歴史
伊野線はとさでん交通の前身土佐電気鉄道によって1904年（明治37年）に堀詰 - 乗出間が開業し、順次路線を延伸してきた。咥内まで路線が達したのは1907年（明治40年）のことで、このときの延伸は当停留場まで。咥内より先、伊野方面については咥内坂を越える必要があったため、ひとまず坂を越えた先の枝川から伊野までの区間を先に開通させ、咥内 - 枝川間は翌1908年（明治41年）に開通した。これにより伊野線は全通を達成している。
当時、伊野線の軌道は坂越えにあたって急勾配を避けるため、咥内停留場を出て土讃線のガード下をくぐった後カーブして、並走する道路の下をトンネルにて抜けていた。しかしトンネルが狭くカーブしていたためボギー車が通行できず、坂越えの区間は線内のボトルネックとなっていた。このトンネルが撤去されたのは1960年（昭和35年）。あわせて坂の前後3キロメートルの区間で道路と軌道の改良工事を行い、軌道は新線に移設され道路の北を並走するようになった。

### 年表
- 1907年（明治40年）9月16日：鏡川橋から当停留場までの開通に伴い、土佐電気鉄道の停留場として開業[1][2]。
- 1908年（明治41年）2月20日：当停留場と枝川の間が通じ伊野線全通[1][2]。途中駅となる。
- 1960年（昭和35年）9月30日：咥内坂トンネルを撤去[1]。咥内坂の軌道が新線に移設される。
- 2014年（平成26年）10月1日：土佐電気鉄道が高知県交通・土佐電ドリームサービスと経営統合し、とさでん交通が発足[5]。とさでん交通の停留場となる。

## 停留場構造
ホームは2面あり、東西方向に伸びる単線の軌道を挟み込むように向かい合って配される（相対式）。軌道の北側にあるのがはりまや橋方面行きのホーム、南にあるのが伊野方面行きのホーム。安全地帯ははりまや橋方面の方が広く、待合室もある。
新線に移設される前は、列車交換のための設備を備えていた。

## 停留場周辺
停留場西側で土讃線が交差し、その先で高知自動車道がまたぐ。そのあたりが咥内坂の頂点で、そこから宇治団地前にかけて勾配29パーミルの下り坂に転じ、並走する県道とともに掘割の中を進む。
- 高知県道386号朝倉伊野線（旧国道33号）
- 「咥内」バス停留所

## 隣の停留場
とさでん交通
伊野線
宮の奥停留場 - 咥内停留場 - 宇治団地前停留場